# Gesamtanlage Tiengen

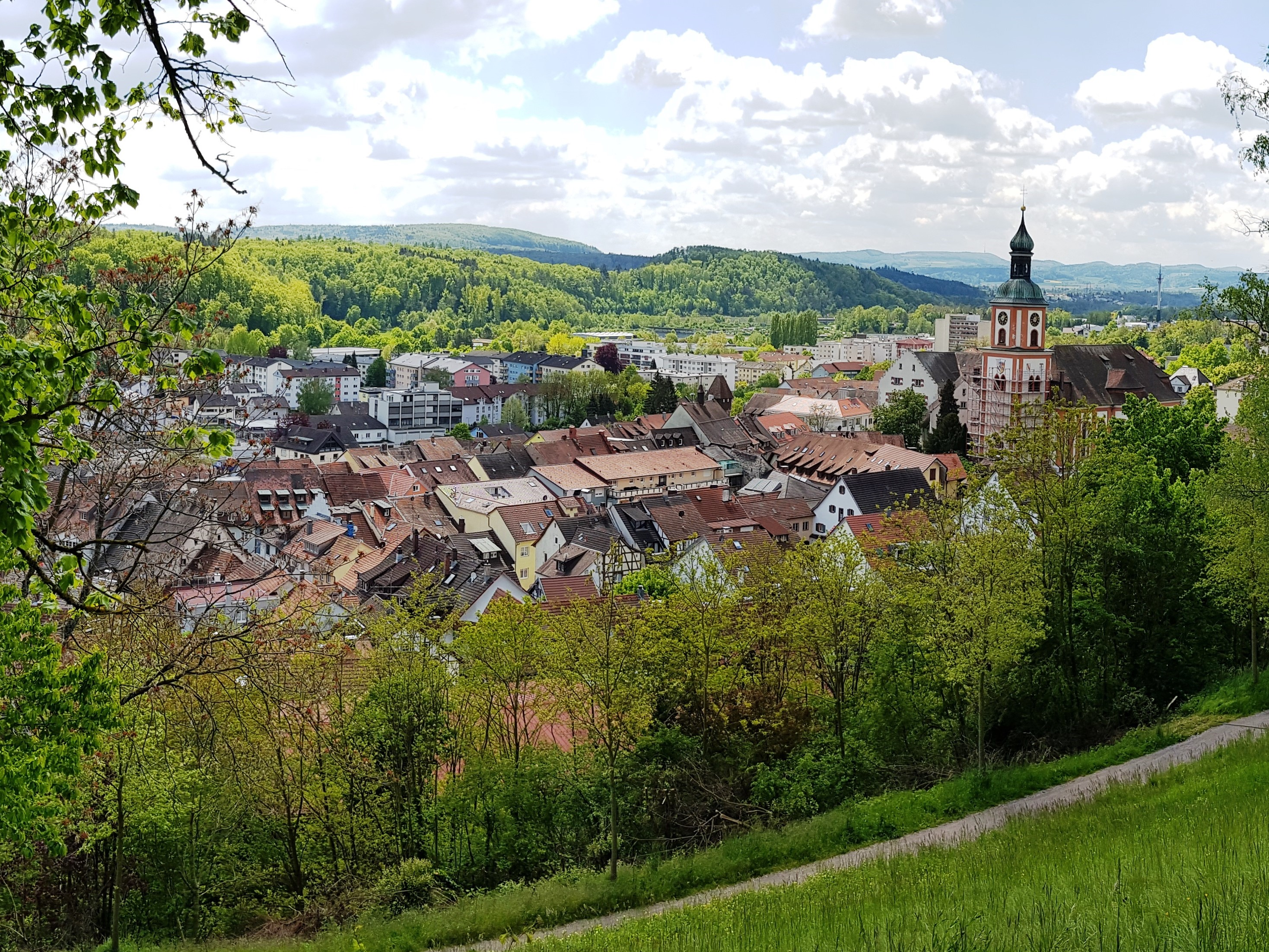
Blick auf Tiengen

Die Gesamtanlage Tiengen ist ein denkmalgeschütztes Ensemble in Tiengen, einem Stadtteil von Waldshut-Tiengen im Landkreis Waldshut in Baden-Württemberg. Geschützt ist seit 1975 der gut erhaltene und aussagekräftige Baubestand des 16. und 18. Jahrhunderts.

## Allgemeines
Gesamtanlagen schützen gemäß § 19 Denkmalschutzgesetz Baden-Württemberg Straßen-, Platz- und Ortsbilder, an deren Erhaltung aus wissenschaftlichen, künstlerischen oder heimatgeschichtlichen Gründen ein besonderes öffentliches Interesse besteht. Geschützt ist das überlieferte Erscheinungsbild der Gesamtanlage mit seinen Bestandteilen und Merkmalen. Neben Bauwerken zählen dazu auch Straßen- und Platzräume oder Grün- und Freiflächen. Schützenswert können außerdem die topographische Lage, der Ortsgrundriss oder eine Stadtsilhouette sein. Der Gesamtanlagenschutz umfasst bei Gebäuden nur die von außen sichtbaren Teile; bei Kulturdenkmalen innerhalb der Gesamtanlage, die zusätzlich nach anderen Bestimmungen des Gesetzes geschützt sind, ist darüber hinaus auch das Innere Gegenstand des Denkmalschutzes.

## Beschreibung
Die heutige Stadt Tiengen entstand unmittelbar neben einer frühgeschichtlichen Siedlungsstelle am Rand des südlichen Schwarzwalds. Ab 1224 legten die Freiherren von Krenkingen neben dem alemannischen Dorf einen Marktort an. Dieser wird bis 1373 planmäßig zu einer Stadtanlage ausgebaut und 1516 um einen weiteren Verteidigungsring erweitert. Aufgrund der bedeutenden und heute noch sehr gut ablesbaren Siedlungsgeschichte, den hoch- und spätmittelalterlichen Parzellenstrukturen und einem gut erhaltenen und aussagekräftigen Baubestand des 16. und 18. Jahrhunderts besitzt die Stadt Tiengen die Wertigkeit einer Gesamtanlage gemäß §19 DSchG.
Teile der Gesamtanlage Tiengen:

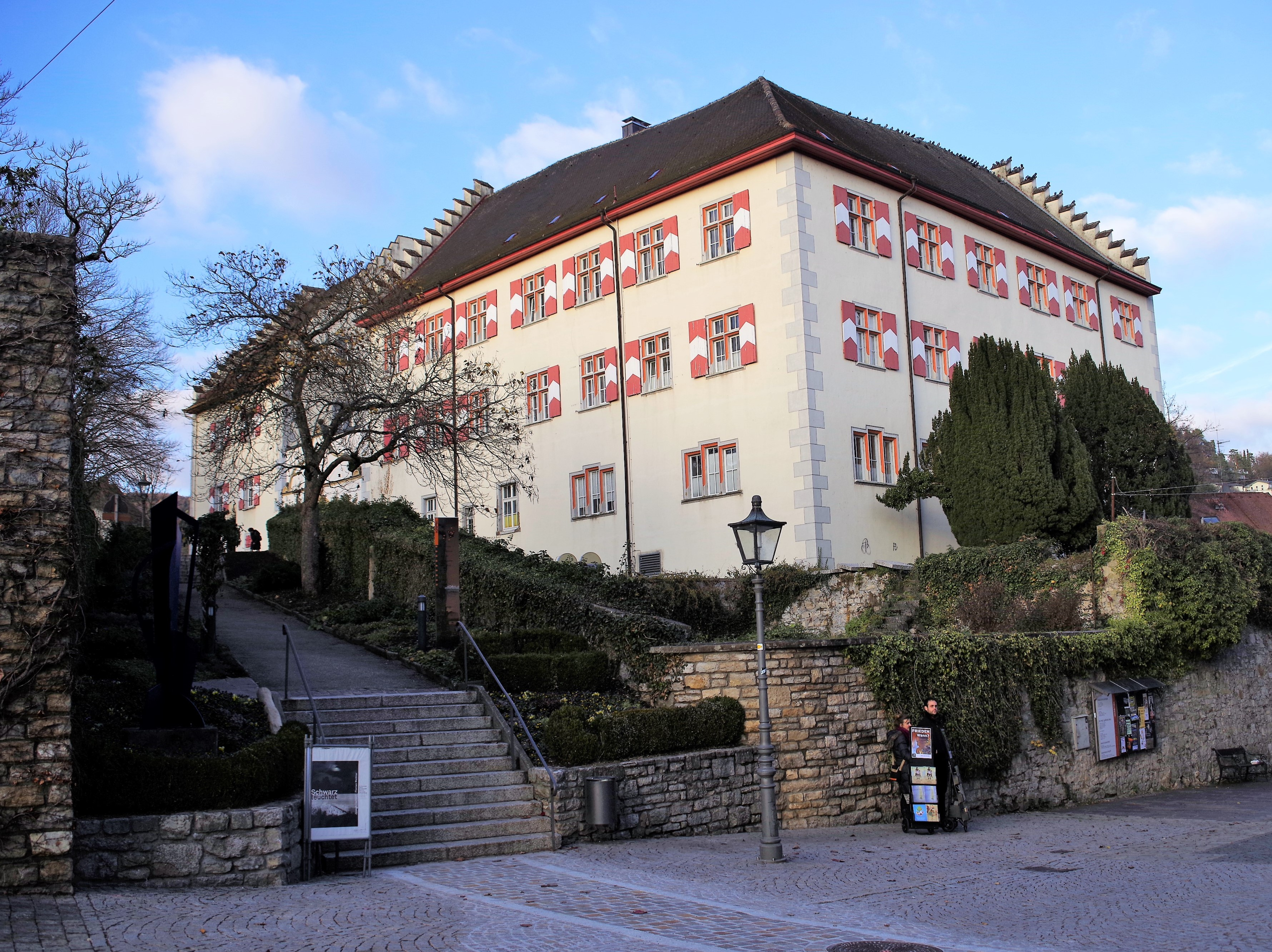
Schloss Tiengen
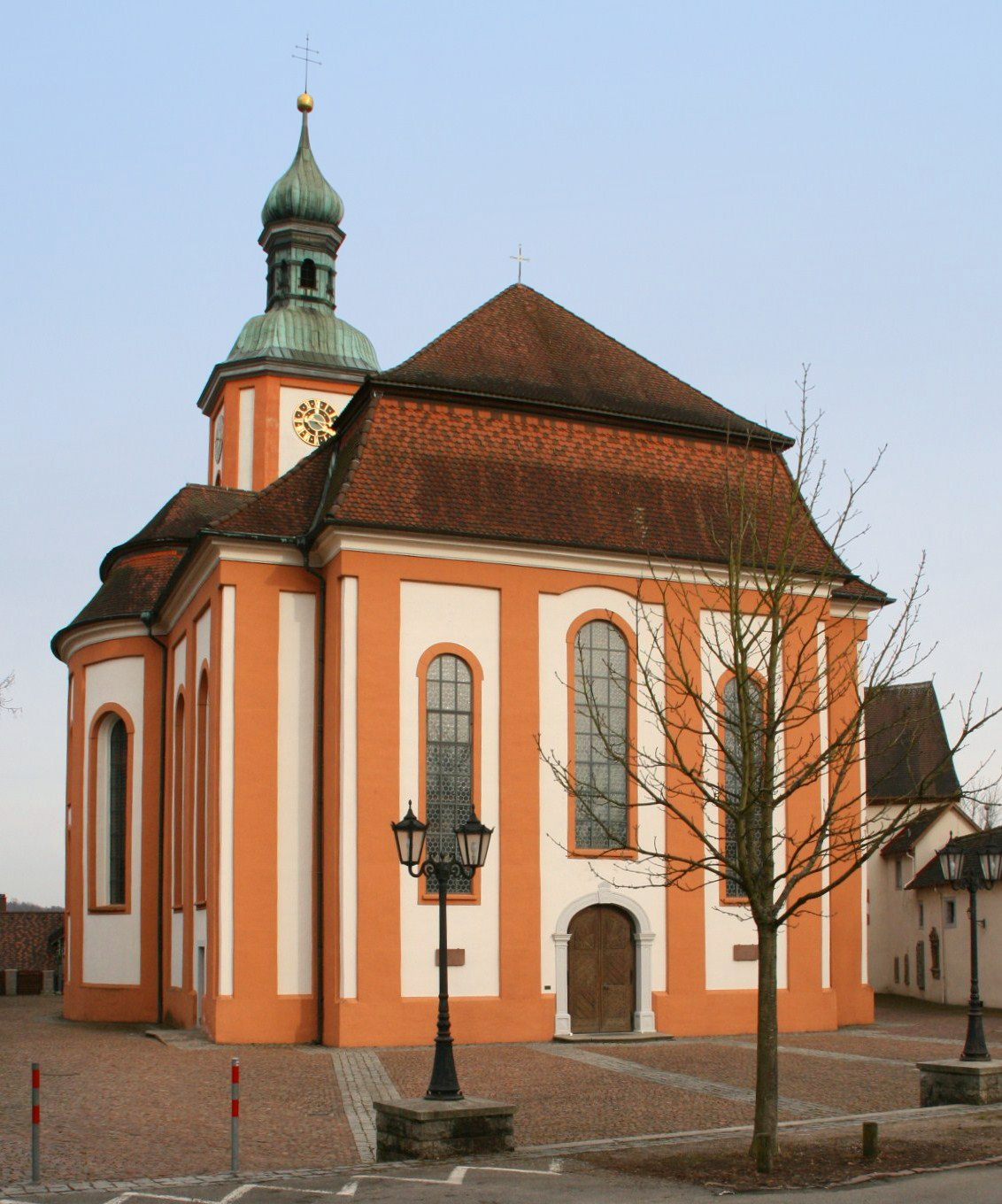
Pfarrkirche Mariä Himmelfahrt
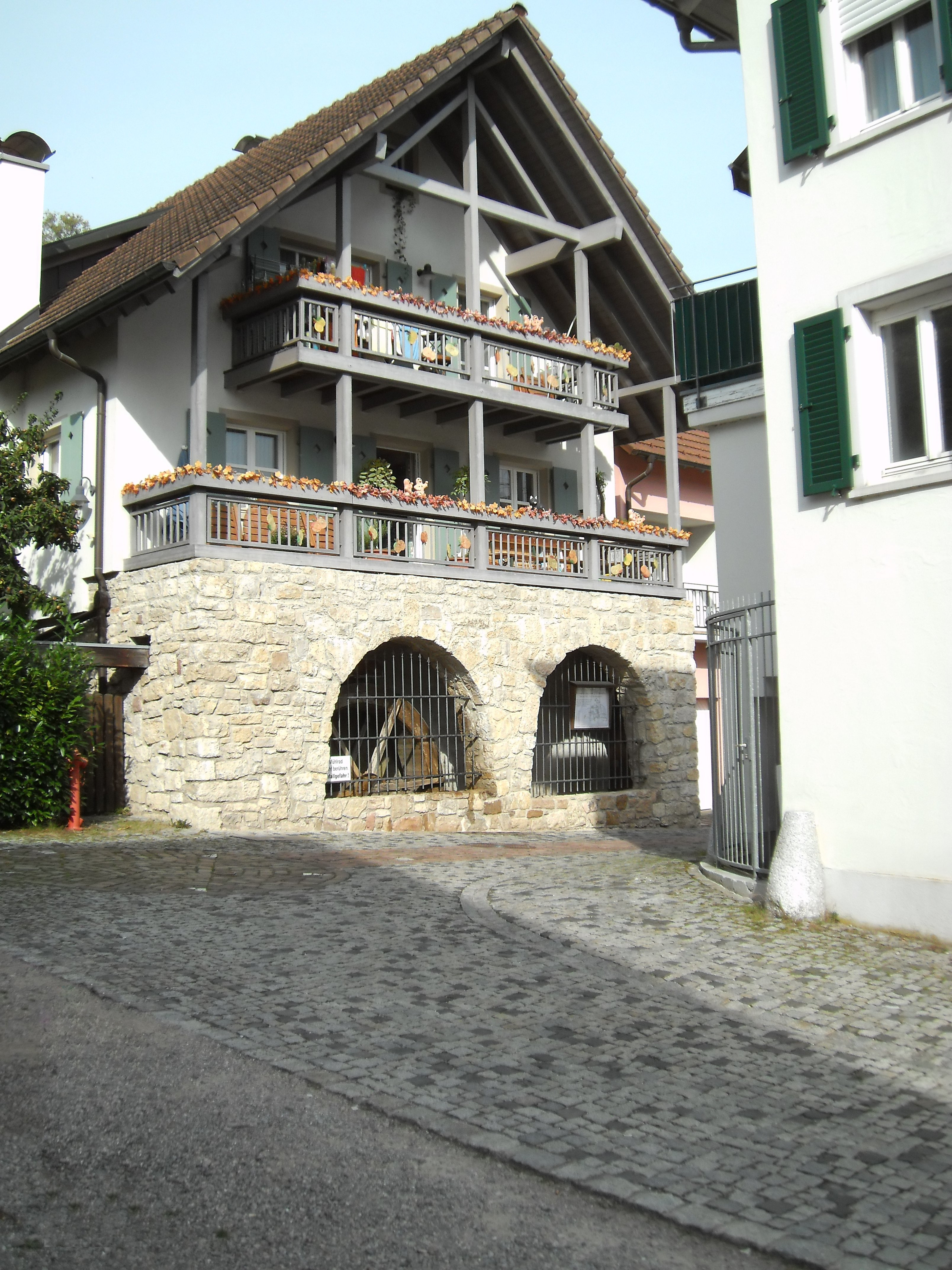
Ölmühle